# Bulimia
La bulimia o bulimia nerviosa es un trastorno alimenticio y psicológico caracterizado por la adopción de conductas en las cuales el individuo se aleja de las formas de alimentación saludables, comida en exceso en períodos de tiempo muy cortos, seguido de un período de arrepentimiento, el cual puede llevar al individuo a expulsar el exceso de alimento a través de vómitos o laxantes.

## Etimología
La palabra bulimia procede del latín bulimia, que a su vez proviene del griego βουλιμία [bulimía], que se compone de βούς [bus] ‘buey’, y λιμός [limós] ‘hambre’, y significa ‘hambre de buey’, es decir, ‘mucha hambre’. La bulimia nerviosa, como la entidad nosológica que conocemos, fue descrita a lo largo del siglo XX, principalmente, gracias a los trabajos de Abely, Ronderpierre y Gellman, que hablaban de «hiperorexia patológica en mujeres»; Horst-Ulfert Ziolko, que también usaba el término «hiperorexia»; Otto Dörr Zegers, que se refería a ella con el nombre de  «síndrome de hiperfagia y vómito», en un artículo publicado en la Revista Chilena de Neuro-psiquiatría en 1972. Posteriormente, el psiquiatra británico Gerald Russell en 1979, retomó el término «bulimia nerviosa» y se le atribuyó su primera descripción completa.

## Epidemiología
La población en riesgo está formada sobre todo por mujeres de cualquier clase social en zonas industrializadas como: Estados Unidos, América Latina en general, la Unión Europea, Canadá, Australia, Japón, Nueva Zelanda y Sudáfrica.
La bulimia nerviosa se inicia generalmente en la adolescencia o al principio de la vida adulta; generalmente en las mujeres ya que de cada 10 casos solo uno es un hombre. Los atracones suelen empezar después o durante un período de régimen dietético.
Otra de las causas es la presión sociocultural que ocupa un importante lugar e induce a adolescentes a pretender alcanzar un cuerpo delgado y esbelto. Esto se puede ver evidenciado en, por ejemplo, comerciales donde aparecen mujeres de esbeltas figuras, o la moda textil en donde pareciera que solo se fabrica ropa para personas muy delgadas. Por lo general esta enfermedad se da en adolescentes con problemas en su autoestima, es decir, dependen de alguien ya sea un familiar o un particular, muchas veces al perder esta autonomía, la persona la compensa con un control excesivo de la dieta.
La tasa de mortalidad se sitúa en un 5 %.[cita requerida] Un estudio indica que el 20 % de las mujeres con bulimia siguen luchando contra el trastorno después de diez años.[cita requerida]

## Cuadro clínico
Una de sus características esenciales consiste en que la persona sufre episodios de atracones compulsivos, seguidos de un gran sentimiento de culpabilidad, sensación de angustia y pérdida de control mental por haber comido en «exceso». Suele alternarse con episodios de ayuno o de muy poca ingesta de alimentos, pero al poco tiempo vuelven a surgir episodios de ingestas compulsivas.
Un atracón consiste en ingerir en un tiempo inferior a dos horas una cantidad de comida muy superior a la que la mayoría de individuos comerían.[cita requerida]
Otra característica esencial de este trastorno la constituyen las conductas compensatorias inapropiadas para evitar la ganancia de peso. Muchos individuos usan diferentes medios para intentar compensar los atracones: el más habitual es la provocación del vómito. Este método de purga (patrones cíclicos de ingestión excesiva de alimentos y purgas) lo emplean el 80-90 por ciento de los sujetos que acuden a centros clínicos para recibir tratamiento. Los efectos inmediatos de vomitar consisten en la desaparición inmediata del malestar físico y la disminución del miedo a ganar peso. Otras conductas de purga son: el uso excesivo de laxantes y de diuréticos, enemas, realización de ejercicio físico muy intenso y ayuno.
Algunos ejemplos de estas conductas no saludables son vomitar, abusar de laxantes y diuréticos, usar saunas o baños calientes para perder líquido corporal, hacer ejercicio excesivo, fumar para saciar el apetito, restringir o evitar alimentos, tomar pastillas para adelgazar y restringir el consumo de líquidos. Estos trastornos alimentarios y otras conductas para perder peso pueden causar problemas de salud a corto o largo plazo tales como erosión dental, deficiencias nutricionales, irregularidades menstruales, baja densidad ósea, deshidratación y estrés por calor. Se han reportado arritmias cardiacas en personas con anorexia nerviosa y bulimia nerviosa. Los trastornos renales, como cálculos renales e insuficiencia renal, también se han reportado en estas poblaciones.
Tanto el DSM-IV como el CIE-10 coinciden en que, para poder diagnosticar la bulimia nerviosa, los atracones y las conductas compensatorias inapropiadas han de tener lugar al menos 2 veces por semana durante tres meses.
Para que una persona sea diagnosticada de bulimia nerviosa los siguientes criterios deben cumplirse (DSM-IV)
- A. Presencia de atracones recurrentes. Un atracón se caracteriza por:

1. ingesta de alimento en un corto espacio de tiempo (p. ej., en un período de 2 horas) en cantidad superior a la que la mayoría de las personas ingerirían en un período de tiempo similar y en las mismas circunstancias
2. sensación de pérdida de control sobre la ingesta del alimento (p. ej., sensación de no poder parar de comer o no poder controlar el tipo o la cantidad de comida que se está ingiriendo)

- B. Conductas compensatorias inapropiadas, de manera repetida, con el fin de no ganar peso, como son provocación del vómito; uso excesivo de laxantes, diuréticos, enemas u otros fármacos; ayuno, y ejercicio excesivo.

- C. Los atracones y las conductas compensatorias inapropiadas tienen lugar, como promedio, al menos dos veces a la semana durante un período de 3 meses.

- D. La autoevaluación está exageradamente influida por el peso y la silueta corporales.

- E. La alteración no aparece exclusivamente en el transcurso de la anorexia nerviosa.[14]

En función del tipo de purga que utilizan para compensar el atracón, tenemos
- Tipo purgativo: cuando se utiliza como conducta compensatoria el vómito (emesis), los laxantes, los diuréticos, enemas, jarabe de ipecacuana o incluso la teniasis, (infestación por T. solium), para eliminar lo más pronto posible el alimento del organismo.[15]

- Tipo no purgativo: Entre el 6% y el 8% de los casos de bulimia se llevan a cabo otras conductas compensatorias, como el ejercicio físico intenso, no hacer nada o ayunar mucho; es un método menos efectivo para contrarrestar y deshacerse de las calorías. El tipo no purgativo se da solo en, aproximadamente, el 6%-8% de los casos de bulimia, ya que es un método menos efectivo de eliminar del organismo un número tan elevado de calorías. Este tipo de bulimia suele presentarse también en quienes presentan el tipo purgativo, pero es una forma secundaria de control del peso.[15]

## Comorbilidad

### Problemas psicológicos
La bulimia suele presentarse junto con un fuerte sentimiento de inseguridad emocional y con problemas graves en la autoestima, en relación directa con el peso o con la imagen corporal (autoimagen).

Es frecuente que las personas con bulimia provengan de familias disfuncionales. Muchas de estas personas presentan incluso alexitimia, es decir, la incapacidad de experimentar y expresar las emociones de manera consciente.

### Trastornos de personalidad
Distintos autores han encontrado relación entre la bulimia y la coexistencia de distintos trastornos de personalidad, con un porcentaje que oscila entre el 27-84% de los casos. Los pacientes con conductas purgativas parecen tener mayor incidencia de comorbilidad. La presencia de un trastorno de personalidad es indicador de peor pronóstico.
El trastorno de personalidad más frecuente es el trastorno límite de la personalidad, oscilando entre el 9-40% de los casos. Las diferentes metodologías en los estudios llevan distintos resultados en la prevalencia de trastornos de personalidad específicos.
En general se observa altas puntuaciones en la escala MCMI-II para los siguientes estilos de personalidad:
- Límite.
- Esquizoide.
- Autodestructiva.
- Pasivo-agresiva.
- Evitativa.
- Dependiente.
- Histriónica.

## Complicaciones
- Aspiración (paso del contenido gástrico al árbol bronquial).
- Rotura esofágica o gástrica.
- Neumomediastino o neumotorax (entrada de aire al interior de la cavidad torácica).
- Hipopotasemia (niveles bajos de potasio en la sangre).
- Arritmia cardíaca.
- Ansiedad o repulsión por comer.
- Obsesión por mantener un peso corporal debajo del normal.
- Abuso en el consumo de medicamentos.
- Seguimiento de regímenes dietéticos diversos.
- Deshidratación.
- Alteraciones menstruales y amenorrea; esterilidad.
- Incremento y reducción bruscos de peso, desestabilidad en el peso.
- Aumento en la frecuencia de caries dentales.
- Aumento del tamaño de las glándulas salivales e infección de estas.
- Pérdida de cabello.
- Desmayos muy frecuentes, mareos.
- Heridas de la mucosa bucal.
- Alteración o pérdida esmalte dental.
- Dolores de cabeza y migraña.
- Dolores en la garganta (después de vomitar).
- Piel seca.
- Debilidad en las piernas.
- Disfonía.

## Tratamiento
El tratamiento es más eficaz en las primeras fases del proceso de este trastorno pero, dado que la bulimia suele esconderse fácilmente, el diagnóstico y el tratamiento no suelen presentarse solo hasta que este problema ya se ha convertido en un ingrediente permanente en la vida del paciente.
En el pasado, las personas con bulimia eran hospitalizadas con objeto de poner fin al patrón de atracones y purgas, y se le daba de alta en cuanto los síntomas habían desaparecido. Pero este procedimiento ya no es frecuente hoy en día, dado que de esa manera solo se ponía atención a lo más superficial del problema y, poco después, cuando los síntomas volvían, lo hacían con una intensidad mucho mayor.
Varios centros de tratamiento en instituciones (internamiento) ofrecen apoyo a largo plazo, consejería e interrupción de los síntomas. La forma más común de tratamiento actualmente incluye terapia de grupo psicoterapia o terapia cognitivo-conductual. Las personas con anorexia o con bulimia suelen recibir el mismo tipo de tratamiento y formar parte de los mismos grupos de tratamiento. Esto se debe a que, en muchos casos, los pacientes padecen de ambas enfermedades de manera simultánea. Algunos denominan a este fenómeno «intercambio de síntomas». Estas formas de terapia se centran tanto en los síntomas que llevan al individuo a presentar estos comportamientos, como en los síntomas relacionados con la alimentación. Además los psiquiatras suelen recetar antidepresivos o antipsicóticos. Los antidepresivos se presentan en diferentes formas, y el que ha mostrado resultados más prometedores es la fluoxetina.
Los antipsicóticos se utilizan, aquí, en dosis menores que las que se aplican a los casos con esquizofrenia. Con un trastorno de la alimentación, el paciente percibe la realidad de otra manera y tiene grandes dificultades para comprender qué significa comer en condiciones «normales». Desafortunadamente aún no se sabe cuáles serán los resultados a largo plazo de los tratamientos que han venido aplicándose a muchos pacientes con este problema. Por lo pronto, las investigaciones más recientes indican que un 30 por ciento de los pacientes recaen rápidamente, mientras que el 40 por ciento presentan síntomas crónicos.
La prontitud del tratamiento es uno de los factores más importantes para mejorar el pronóstico. Aquellas personas que lo reciban en las primeras fases del trastorno, tendrán una recuperación mejor y más permanente.
La doctora Sabine Naessén, del Instituto Karolinska, descubrió que algunas mujeres con este padecimiento tienen también un desequilibrio hormonal que consiste en la sobreproducción de testosterona (la hormona que, aunque también está presente en el cuerpo femenino, predomina en el organismo de todo varón), y que, para tratarlas, el uso de una píldora anticonceptiva que contiene estrógenos da como resultado la reducción de los síntomas de la bulimia. Por supuesto, hacen falta más estudios para determinar la eficacia de este tipo de tratamiento.
Solo es posible recuperarse de esta enfermedad si la persona en cuestión toma la decisión de luchar y cambiar (se trata de una enfermedad mental).

## Pronóstico
Los trastornos en la alimentación presentan tasas elevadas de morbilidad y mortalidad y pueden afectar durante años la vida de los pacientes y de quienes les rodean. Se sabe relativamente poco acerca de los efectos o consecuencias a largo plazo de la bulimia. Las investigaciones más recientes sugieren que el pronóstico es diverso. La bulimia puede presentarse como un padecimiento a largo plazo, fluctuante durante muchos años, o bien como un problema de salud episódico, precipitándose en función de los eventos y crisis de la vida de quien la padece. A corto plazo, algunos informes médicos sugieren que hay una mejoría del 50 por ciento en el comportamiento (en los atracones y en las purgas) en aquellos pacientes que pueden comprometerse con un tratamiento. Aún no han podido identificarse factores consistentes que permitan predecir el resultado del tratamiento. Sin embargo, la gravedad de las secuelas de las purgas puede ser un indicador importante del pronóstico; los desequilibrios electrolíticos, la esofagitis y la hiperamilasemia reflejan el hecho de que las purgas fueron más graves, y quizá generarán un pronóstico más desalentador.
En casos graves, la persona puede fallecer como consecuencia de un atracón muy grave, o incluso puede suicidarse. En muchas ocasiones el enfermo presenta síntomas como ansiedad y suele ingerir ansiolíticos excesivamente para revertir el síntoma.